# Jörg Schumacher
Jörg Schumacher (* 1959 in Saarbrücken) war der Sprecher der Geschäftsführung der Flughafen Frankfurt-Hahn GmbH.
Nach Studium der Rechtswissenschaften an der Universität Mainz begann er seine Karriere als Jurist Mitte der 1980er-Jahre bei der heutigen Fraport AG. Schumacher war von April 1995 bis Dezember 1997 als Leiter der Luftfrachtabfertigung am Flughafen Frankfurt eingesetzt. Danach übernahm er den Posten des Geschäftsführers der Flughafen Frankfurt-Hahn GmbH. Seit April 2005 ist er Sprecher der Geschäftsführung. Jörg Schumachers Aufgabengebieten waren vor allem die Bereiche Akquisition, Marketing und Öffentlichkeitsarbeit, Immobilien sowie Flughafenausbau. Ende Januar 2013 trennten sich Schuhmacher und die Flughafen GmbH im gegenseitigen Einvernehmen. Nachfolger Schumachers wurde zum 1. Februar der bisherige kaufmännische Geschäftsführer des Landesbetriebs Mobilität Rheinland-Pfalz, Heinz Rethage.